# Доходный дом М. Ф. Щегловитовой
Доходный дом М. Ф. Щегловитовой — памятник архитектуры. Расположен в Центральном районе Санкт-Петербурга, современный адрес дома — Таврическая улица, 11.

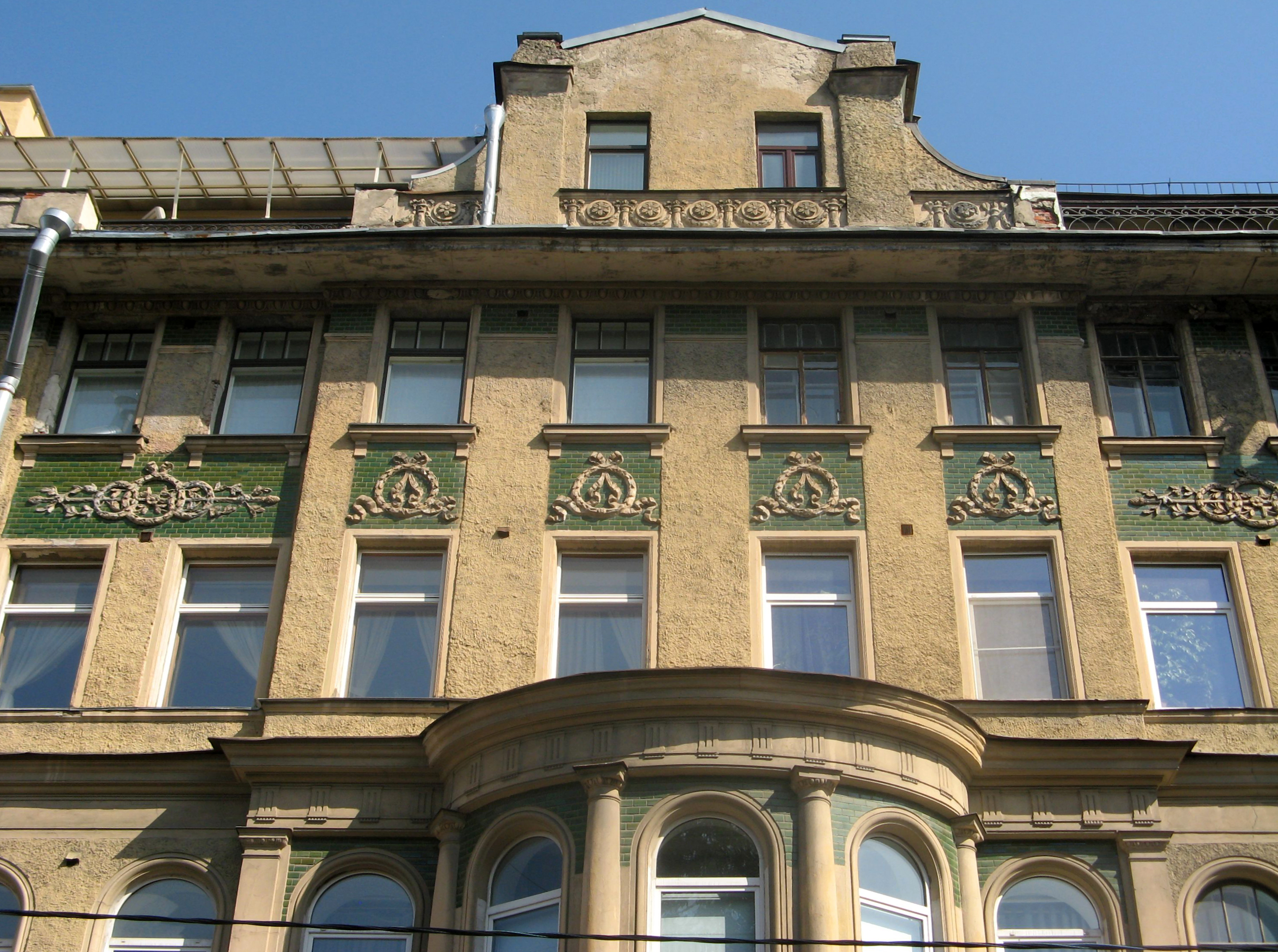

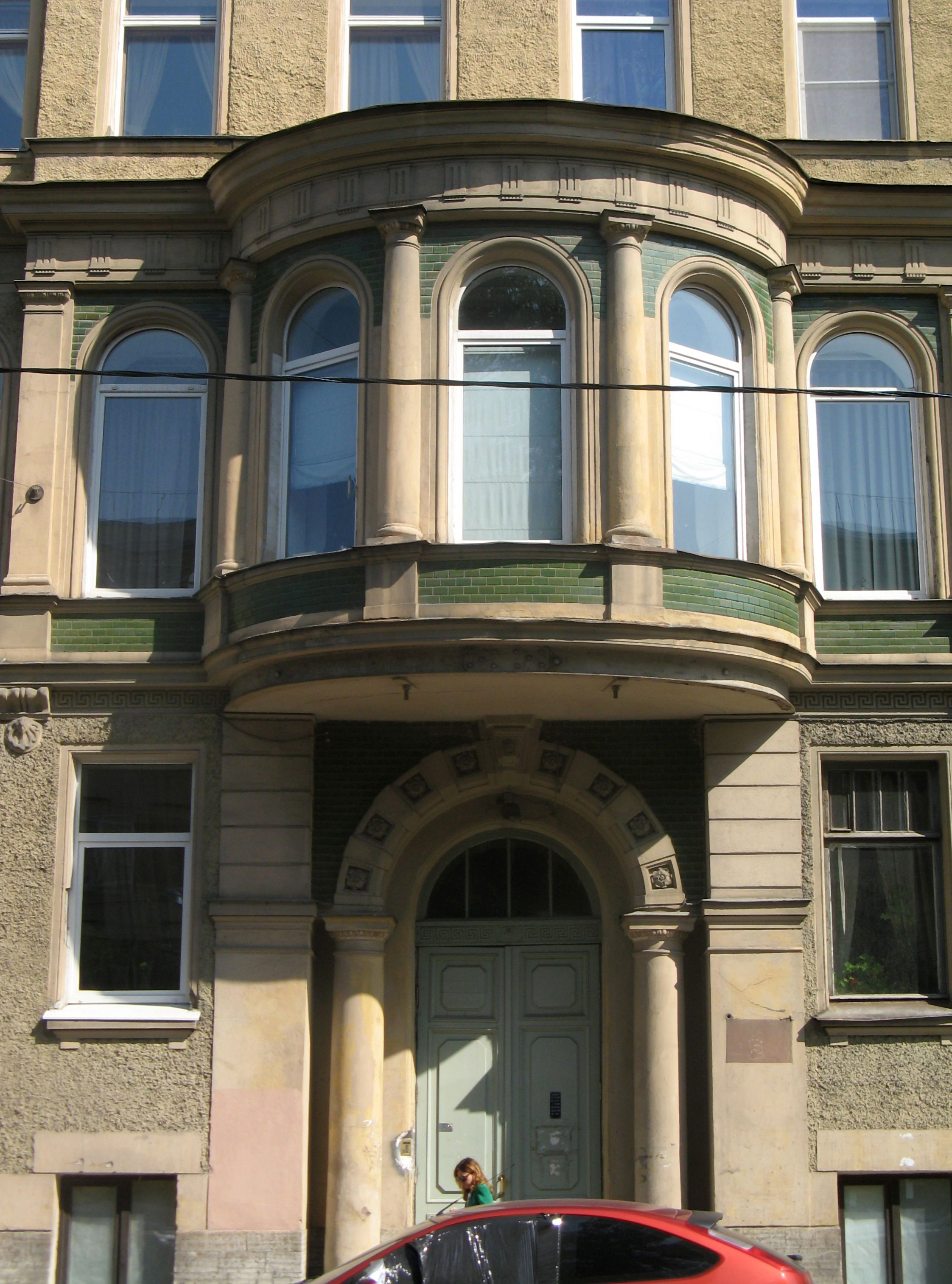

Во второй половине XIX века среди владельцев участка были вдова чиновника 5-го класса Елизавета Шлун и «временный купец» Захар Степанович Котов, в дальнейшем его получила супруга министра юстиции Российской Империи Ивана Григорьевича Щегловитова.
Здание было четвёртым строением из пяти, возведённых А. С. Хреновым на Таврической улице (все здания, кроме этого, принадлежали семье архитектора). Дом, возведённый в 1909—1910 годах, перекликается элементами и отделочными материалами с ранее построенными архитектором домами, в частности, домом 5 и домом 7. В отделке сочетаются штукатурка, гладкая и «под шубу», и цветная керамическая плитка. Арка парадного входа украшена регулярно расположенными лепными розетками в квадратных кессонах, фасад вокруг неё облицован плиткой. Над фасадом сделан софитный карниз, под которым расположен пояс иоников. У дома есть эркер, украшенный полуколоннами с капителями и базами; на уровне второго этажа подобными полуколоннами декорированы порталы выходов на балконы.
Среди жильцов дома до 1917 года был Алексей Куропаткин.
В 2019 году дом вошел в перечень 255 многоквартирных домов — памятников архитектуры с особо сложными фасадами, которые предполагается отреставрировать по программе КГИОП «Наследие».